# Marian Porębski
Marian Wincenty Porębski (ur. 17 lipca 1910 w Sosnowcu, zm. 24 lipca 2008 w Bilczy k. Kielc) – polski śpiewak operowy, tenor dramatyczny oraz wagnerowski.

## Życiorys
Matka, Wiktoria z Kadłubców, ojciec Marek z Porębskich. Staropolska rodzina, ze szlachty sięgającej do XII wieku. Był drugim synem rodziny felczera szpitala górniczego w Sosnowcu. Uczył się śpiewu w szkoły prywatniej Ewy Horbaczewskiej i muzyki w Academii (Szkoły) Muzycznej w Katowicach u Korwin-Szymanowskiej. Wybrany przez Wandę Wermińską do Studium Opery Warszawskiej.

## II Wojna Światowa
Miał debiutować kiedy wybuchła wojna. Zgłosił się natychmiast jako ochotnik Kampanii Wrześniowej. Po klęsce dostał się przez Rumunię do Francji, gdzie służył pod generałem Maczkiem. Spędził całą wojną we Francji, gdzie walczył z obozem oporu. W roku 1944 po Wyzwoleniu debiutował jako pierwszy tenor w roli Vasco de Gama z Afrykanki Meyerbeera w Grand Théâtre w Bordeaux, dzięki dyrektorowi Mauret-Lafage.

## Okres Powojenny
Jego kariera trwała ponad dwadzieścia lat w największych operach we Francji i w Belgii: Marseille, Capitole de Toulouse, Nîmes, Nice, Lyon, Oranges (areny), Montpellier, Lille, La Monnaie de Bruxelles, Théâtre Royal de Liège, opera Gand. W Polsce gdzie nieustannie koncertował od roku 1945, śpiewał w operze Bytomiu i Wrocławiu (Carmen, Werther, Aida. La Juive). Do śmierci był cennym śpiewakiem i pedagogiem, koncertując na świecie z Ensemble Vocal Marian Porebski. W roku 2001 przeniósł się na stałe do Bilczy k. Kielc, gdzie Zmarł 24 lipca 2008.

## Wykonania
Śpiewał najtrudniejsze roli w operach opuszczonych z powodu braku autentycznego głosu tenora dramatycznego m.in.: Królowa Saba J. Masseneta, Salambo i Sigurd E. Reyera, Żydówka Y. Halewy'ego, Hérodiade J. Masseneta. Odnowił opery La Patrie E. Paladhile'a, Monna Vanna H. Février, La Passion A. Dupuis (rola Chrystusa) i kreował Massalia P. d'Estoc i P. Monnier. Śpiewał także po francusku i po niemiecku repertuar wagnerowski: Lohengrin, Tannhaüser, Die Fliegende Hollander Zygfryd, Tristan i Izolda, oraz Walkiria. A także włoski repertuar: Otello, Il Trovattore, Aida, Un Ballo in maschera. Także lżejszy repertuar: Carmen, Werther, Les Pêcheurs de Perles, Faust, Tosca, La Bohème, Le Pays du sourire, La Damnation de Faust Berlioza w Antycznym Teatrze w Arles.